# 矮萱草
矮萱草（学名：Hemerocallis nana）为萱草科萱草属的植物，为中国的特有植物。分布在中国大陆的云南省等地，多生长在高山近雪线边缘或松林内，目前尚未由人工引种栽培。